# Coordinadora Nacional de Trabajadores de la Educación
Die Coordinadora Nacional de Trabajadores de la Educación (CNTE) ist eine Bildungs-Gewerkschaft und mit rund 1,5 Millionen Mitgliedern die größte Einzelgewerkschaft in Mexiko. Sie wurde am 17. Dezember 1979 als Alternative zur Gewerkschaft Sindicato Nacional de Trabajadores de la Educación (SNTE) von Lehrern aus den ärmeren südlichen mexikanischen Bundesstaaten gegründet.
Ab 2013 war sie wesentlicher Motor der Proteste gegen die von der Regierungspartei forcierten Bildungsreform. Streiks fanden in 12 Bundesstaaten statt und richteten sich gegen die Reform des Erziehungswesens zu einem stärker neoliberalen System hin und zum anderen gegen die Beschränkung des Einflusses der Gewerkschaft im Erziehungswesen. Bei der Parlamentswahl in Mexiko 2015 blockierten CNTE-Mitglieder Wahllokale.
Am 19. Juni 2016 kam es nach vorangegangenen Straßenblockaden in der Stadt Asunción Nochixtlán im Bundesstaat Oaxaca zu einer Konfrontation zwischen Protestierenden und der Bundespolizei (Policía Federal), bei der mindestens sechs Zivilisten getötet und über 100 Menschen verletzt wurden.